# Frea sparsilis
Frea sparsilis är en skalbaggsart som beskrevs av Jordan 1894. Frea sparsilis ingår i släktet Frea och familjen långhorningar.
Artens utbredningsområde är:
- Angola.
- Gabon.

Inga underarter finns listade i Catalogue of Life.